# Utetes wamenaensis
Utetes wamenaensis är en stekelart som först beskrevs av Fischer 1971.  Utetes wamenaensis ingår i släktet Utetes och familjen bracksteklar. Inga underarter finns listade i Catalogue of Life.